# Platenia semialata
Platenia semialata är en insektsart som beskrevs av Carl August Dohrn 1888. Platenia semialata ingår i släktet Platenia och familjen vårtbitare. Inga underarter finns listade i Catalogue of Life.